# Lietzener Mühlental
Das Naturschutzgebiet Lietzener Mühlental liegt auf dem Gebiet der Gemeinde Lietzen im Landkreis Märkisch-Oderland in Brandenburg.
Das rund 143 ha große Gebiet mit der Kenn-Nummer 1507 wurde mit Verordnung vom 2. November 1993 unter Naturschutz gestellt. Das Naturschutzgebiet mit dem Mühlensee und dem Mühlenteich erstreckt sich südwestlich des Kernortes Lietzen und nördlich des Kernortes Falkenhagen im Landkreis Märkisch-Oderland. Östlich des Gebietes verläuft die Landesstraße L 37.